# 朴一
朴 一（パク・イル、朝鮮語: 박일、1956年 - ）は、在日韓国人3世の経済学者。
大阪市立大学名誉教授。元大阪市立大学大学院経済学研究科教授（商学博士）。在日コリアンや日韓・日朝関係に関する多数の著書がある。ラジオ番組を中心に、テレビ番組にも多数出演している。

## 略歴
- 1980年 同志社大学商学部卒業
- 1988年 同志社大学大学院商学研究科後期博士課程修了、商学博士
- 1988年 立正大学経済学部講師
- 1990年 大阪市立大学経済学部講師
- 1992年 大阪市立大学経済学部助教授に就任
- 1992年 龍谷大学経済学部 客員教授として4年間ゼミと授業を担当。
- 2000年 大阪市立大学経済学部教授に就任
- 2001年 大阪市立大学大学院経済学研究科教授に就任
- 2012年 韓国政府より国務総理表彰を褒章
- 2022年 大阪市立大学名誉教授

## 発言・騒動

### 北朝鮮政策について
- 日本政府に北朝鮮との速やかな国交正常化を求めており、国交正常化した後に拉致問題の解決を主張している。2003年9月23日の国連総会で川口順子外相（当時）が日本の外相として初めて一般演説で拉致問題に言及したところ、翌日に北朝鮮は「拉致問題は日本の前例もないような強い敵対政策の産物である。日本は朝鮮半島占領時代、八四〇万人を強制連行するなど、筆舌に尽くし難い被害と悲劇をもたらした。日本の虐殺と、たった数人の拉致被害者の死をどうして比べられようか。しかも、日本はなお、こうした犯罪の真実を明らかにすることを拒否している。日本のいう拉致問題は二国間で解決すべきもので、われわれの誠実な協力により問題は解決されており、残るのは（帰国した拉致被害者）五人の帰還だけだ。五人は平壌に戻るはずなのに、日本が拒否した」と答弁権を利用して反論した[2]。『日本の論点2004』は、「この北朝鮮の論法は、従来、日本は早く植民地支配の償いをせよと主張してきた進歩派文化人や在日コリアン知識人の論理とよく似ている」として、朴の『論座』（2003年1月号）の論文「正常化なくして拉致問題の解明はない」の「過去の戦争中に起こった強制連行と平和な現在の拉致問題を比較できないという意見もある。だが、拉致事件も強制連行も、国家暴力によって個人の人権が侵害された点では共通しており、平時であろうとなかろうと、暴力をふるった国家が被害者である個人に謝罪と補償を行うのは当然であり、義務でもある」の部分を挙げ[2]、「拉致という北朝鮮の国家犯罪と日本の旧植民地支配とが同質であると主張することで、拉致犯罪の後ろめたさから少しでも逃れたいとする相殺論である」と批判している[2]。

### 竹島問題について
- 2012年の8月10日に李明博大韓民国大統領が行った竹島上陸に端を発した韓国と日本の外交衝突（韓国による天皇謝罪要求）では、任期終了を控えた李のパフォーマンスであるため、日本は反論をせずに、韓国政府の行為を黙認するべきだとし[3]、「日本が国際司法裁判所に提訴しても勝ち目がないだろう」 と日本外務省OBが証言していたとし、竹島の領有権を主張せずに、両国の漁船が周辺水域で平等に操業できる仕組み作りを先に行うべきだと主張している[4]。

### 通名報道について
- 著書『在日コリアンってなんでんねん?』において、「在日韓国・朝鮮人が加害者となった犯罪行為は本名ではなく通名で報道するべき」と主張し、一方で芸能人やスポーツ選手などは、日本国籍取得者であろうとハーフであろうと在日コリアンであると主張している事に対して、元在日韓国人3世の帰化者・浅川晃広は『諸君!』2006年4月号で「彼は、『在日コリアンが、いろんな分野で活躍しているにもかかわらず、日本人には見え難い存在になっている』という。在日コリアンが日本名を使用することに不快感を表明しているのだから、『見えやすく』してくれた韓国名報道については、何の異論もないはずであろう。朴一によると、在日コリアン犯罪者を日本名で報道すべきとの理由は、『犯行と国籍とは無関係』であるからだという。芸能人、スポーツ選手についても、その能力は当然ながら、『出自、国籍とは無関係』であり、個々に芸能人またはスポーツ選手として活躍しているに過ぎない。すなわち、朴一の主張を要約すれば、芸能人、スポーツ選手など、世間から賞賛される有名人は、日本国籍取得者であろうとハーフであろうと在日コリアンであると強調し、一方で犯罪者については『出自とは無関係』として、その在日コリアンである事実すら隠蔽せよということなのである。プラス面は何倍にも強調し、マイナス面は隠蔽するという主張に過ぎない。これはあまりにも矛盾しているのではなかろうか。朴一は、彼の主張に対する抗議メールとして『ご都合主義だ』というものを紹介し、それを批判しているのだが、これを『ご都合主義』と呼ばずして一体何と呼ぶべきだろうか」と批判した。
- 1998年に日興證券への不正な利益供与の疑惑が浮上し、98年に都内のホテルで自殺した新井将敬衆議院議員について、「自らの犯罪と出自を結びつけて語ったのを聞いたときは不愉快だった」と新井の夫人に対して語った[5]。

### 在日認定
- 朴は、韓国人や在日コリアンなどが、日本の著名人を根拠なく在日コリアンやコリアン系の同胞であると主張する在日認定と呼ばれる行為をすることに抵抗感がなく、一例では、高倉健を在日コリアンとして紹介している[6]（なお、高倉は、祖先は鎌倉時代の執権北条家に仕えた刈田式部大夫篤時と言われた北条篤時で、篤時の子孫が西国に移り、大内氏に仕えた後に北九州へ向かった。当地で北条の名を捨て「小松屋」の屋号で両替商を営み、後に筑前国藩主黒田家から名字帯刀を許されて小田姓を名乗るようになった[7]。江戸時代末期に『東路日記』を記した、筑前国の庄屋の内儀・小田宅子〈おだいえこ〉は先祖にあたる）。

### 外国人参政権
- 「私たちの1票を武器に、在日コリアンの地位改善を要求できる。比例区なら在日から代表を送り込める力もある」と主張し、在日外国人への参政権付与を要求している。在日外国人への参政権付与に反対する意見に対しては「私たちがここにいる歴史性を日本の人に正しく理解してもらいたい」と反論している[8]。

### 二重国籍
- 2010年に韓国の国籍法が改正され、二重国籍の取得が可能になったことを契機に、日本も在日韓国人に対して二重国籍を認めるべきだと主張している。二重国籍を許容すれば、在日韓国人の参政権問題も解決し、両国をつなぐ大切な資産となる在日同胞全体を包容できると述べている[9]。このような朴の姿勢について、金美齢は「『日本の国籍は取りたくないけど、日本の政治には干渉したい』というのはフェアじゃない」と非難している[10]。

### 在日特権を許さない市民の会
- 在日特権を許さない市民の会の活動については、「韓国人へのヘイトスピーチは、長い目で見れば、外国人に対する日本への投資環境を悪化させ、経済にも悪影響を及ぼす。安倍首相が景気を良くしようとしているが、現実に株価を押し上げているのは外国人投資家だ。不満のはけ口を外国人に求めるのは自分で自分の首を締めるようなもの」と批判し、「日本も経済改革を本気で進めたいなら、ヘイトスピーチを処罰するなど人種差別を規制する立法を検討する時期にきている」と主張している[11]。

### 朝鮮学校無償化問題
- 朝鮮学校の高等学校等就学支援金対象除外に反対する「無償化連絡会大阪」の賛同人を務めている[12]。

## 出演番組

### テレビ

#### 現在
- そこまで言って委員会NP（読売テレビ）
- ビートたけしのTVタックル（テレビ朝日）
- サンデージャポン（TBS）
- かんさい情報ネットten.（読売テレビ）
- ゴゴスマ -GO GO!Smile!-（CBCテレビ）
- 教えて!ニュースライブ 正義のミカタ（朝日放送テレビ）

#### 過去
- みのもんたのサタデーずばッと（TBS）
- たかじんNOマネー〜人生は金時なり〜（テレビ大阪）

### ラジオ
- 報道するラジオ（毎日放送）

ほか

## 著書
- 『韓国NIES化の苦悩 - 経済開発と民主化のジレンマ』 同文舘出版、1992年
- 『“在日”という生き方 - 差異と平等のジレンマ』講談社選書メチエ、1999年
- 『「在日コリアン」ってなんでんねん?』講談社+α新書、2005年
- 『朝鮮半島を見る眼 - 「親日と反日」「親米と反米」の構図』藤原書店、2005年
- 『僕たちのヒーローはみんな在日だった』講談社 2011　のち+α文庫
- 『日本人と韓国人「タテマエ」と「ホンネ」  「韓流知日」を阻むもの』講談社 2012
- 『越境する在日コリアン 日韓の狭間で生きる人々』明石書店 2014

### 共著
- 『アジアNIEs 転換期の韓国・台湾・香港・シンガポール』平川均共編 世界思想社 1994
- 『日本で「外国人」として暮らすこと』寺島ジェーン・ターナー,八重沢勇一共著 岩崎書店 1998
- 『転換期のアジア経済を学ぶ人のために』西口章雄共編 世界思想社 2000
- 『変貌する韓国経済』編 世界思想社 2004
- 太田修ほか共著『『マンガ嫌韓流』のここがデタラメ』コモンズ、2006年
- 『在日コリアンの経済活動 移住労働者、起業家の過去・現在・未来』李洙任編著 河明生,木村健二,田中宏,中村尚司共著 不二出版 2012
- 李成市、鄭早苗、姜徳相、姜在彦、朴一、高橋哲哉、水野直樹、西野瑠美子、俵義文 『心ある日本の方々に 中学校『歴史教科書』の採択に際し、今知ってほしいこと - 共に考えましょう、子どもたちの未来のために』 在日本大韓民国民団文教局

翻訳
- ジェイムス・V・ジェスダーソン『エスニシティと経済 マレーシアにおける国家・華人資本・多国籍企業』監訳 クレイン 2003